# Rio Claro (Minas Gerais)
O rio Claro é curso de água do estado de Minas Gerais, Região Sudeste do Brasil, que deságua no rio Araguari. Alguns trechos de seu curso formam cachoeiras que são utilizadas por banhistas em áreas de acampamento.